# Еџгајеху Таје
Еџгајеху Таје (амхарски: እጅግአየሁ ታዬ; рођена 10. фебруара 2000.) је етиопска атлетичарка, светска рекордерка у трци на 5 километара на друму. Освојила је бронзану медаљу на 3.000 метара на Светском првенству у дворани 2022.
У јулу 2018. Еџгајеху Таје је освојила сребрну медаљу у трци на 5.000 метара на Светском првенству за јуниоре у Тампереу.
У јуну 2021. поставила је нови лични рекорд у трци на 5.000 метара у времену од 14:14,09 којим је обезбедила учешће на Олимпијским играма у Токију. На Играма, Таје је била пета у финалу на 5.000 метара.
Таје је у Барселони 31. децембра 2021. истрчала светски рекорд у на 5 километара на друму. У овој мешовитој трци, где заједнички трче мушкарци и жене, Таје је остварила време од 14 минута и 19 секунди, надмашивши претходни рекорд за 20 секунди.
Таје је освојила бронзану медаљу у трци на 3.000 метара на Светском првенству у дворани 2022. у Београду са временом 8:42,23.
Таје је освојила бронзану медаљу у трци на 10.000 метара на Светском првенству у Будимпешти 2023.

## Достигнућа

### Међународна такмичења
| Година | Такмичење                    | Место                | Позиција | Дисциплина | Резултат | Белешка |
| ------ | ---------------------------- | -------------------- | -------- | ---------- | -------- | ------- |
| 2018.  | Светско првенство за јуниоре | Тампере, Финска      | 2.       | 5.000 м    | 15:30,87 |         |
| 2019.  | Афричке игре                 | Рабат, Мароко        | 5.       | 5.000 м    | 15:39,94 |         |
| 2021.  | Олимпијске игре              | Токио, Јапан         | 5.       | 5.000 м    | 14:41,24 |         |
| 2022.  | Светско првенство у дворани  | Београд, Србија      | 3.       | 3.000 м    | 8:42,23  |         |
| 2022.  | Светско првенство            | Јуџин, САД           | 6.       | 10.000 м   | 30:12,45 |         |
| 2023.  | Светско првенство            | Будимпешта, Мађарска | 5.       | 5.000 м    | 14:56,85 |         |
| 2023.  | Светско првенство            | Будимпешта, Мађарска | 3.       | 10.000 м   | 31:28.31 |         |
| 2024.  | Олимпијске игре              | Париз, Француска     | 6.       | 5.000 м    | 14:32,98 |         |

### Лични рекорди

##### На атлетској стази:
- 3.000 метара – 8:19,52 (Париз 2021)
  - 3000 метара у затвореном – 8:26,77 (Лијевен 2022)
- 5.000 метара – 14:12,98 (Јуџин, 2022)
- 10.000 метара – 30:12.45 (Јуџин, 2022)

##### На друму:
- 5 км – 14:19 (Барселона 2021) Светски рекорд (мешовита трка)
- 10 км – 33:31 (Сарбрикен 2018)